# Glionnetia
Glionnetia là một chi thực vật thuộc họ Rubiaceae. Chi này có các loài sau (tuy nhiên danh sách này có thể chưa đủ):
- Glionnetia sericea, (Baker) Tirv.